# 3230 Vampilov
A 3230 Vampilov (ideiglenes jelöléssel 1972 LE) a Naprendszer kisbolygóövében található aszteroida. Nyikolaj Sztyepanovics Csernih fedezte fel 1972. június 8-án.